# Maya & Marty
Maya & Marty ist eine US-amerikanische Fernsehshow, in der sowohl Sketche, als auch musikalische Auftritte und prominente Gäste zu sehen sind. Die Show wird moderiert von Maya Rudolph und Martin Short und wird erstmals am 31. Mai 2016 ausgestrahlt.

## Produktion
Bereits im Jahr 2014 wurde mit The Maya Rudolph Show eine Fernsehshow, die Maya Rudolph moderierte, produziert, aber nicht von NBC angenommen. Anfang 2016 wurde die Show nach fast zwei Jahren und mit Martin Short als zusätzlichem Moderator unter dem Titel Maya and Marty in Manhattan von NBC angenommen. Der Titel der Show wurde anschließend zu Maya & Marty geändert.

## Ausstrahlung
Maya & Marty wird erstmals am 31. Mai 2016 auf NBC ausgestrahlt. In der ersten Folge sind Tom Hanks, Larry David, Jimmy Fallon und Miley Cyrus als Gäste zu sehen.

## Drehorte
Die Show wird in den NBC Studios in New York City aufgezeichnet.